# Équipe de Belgique de football en 1934
Maillots
Chronologie
Saison précédente Saison suivante
Le bilan de l'équipe de Belgique de football est catastrophique en 1934 avec quatre défaites, dont deux véritables raclées (9-3 et 5-2), et un partage des points, en cinq rencontres.

## Résumé de la saison

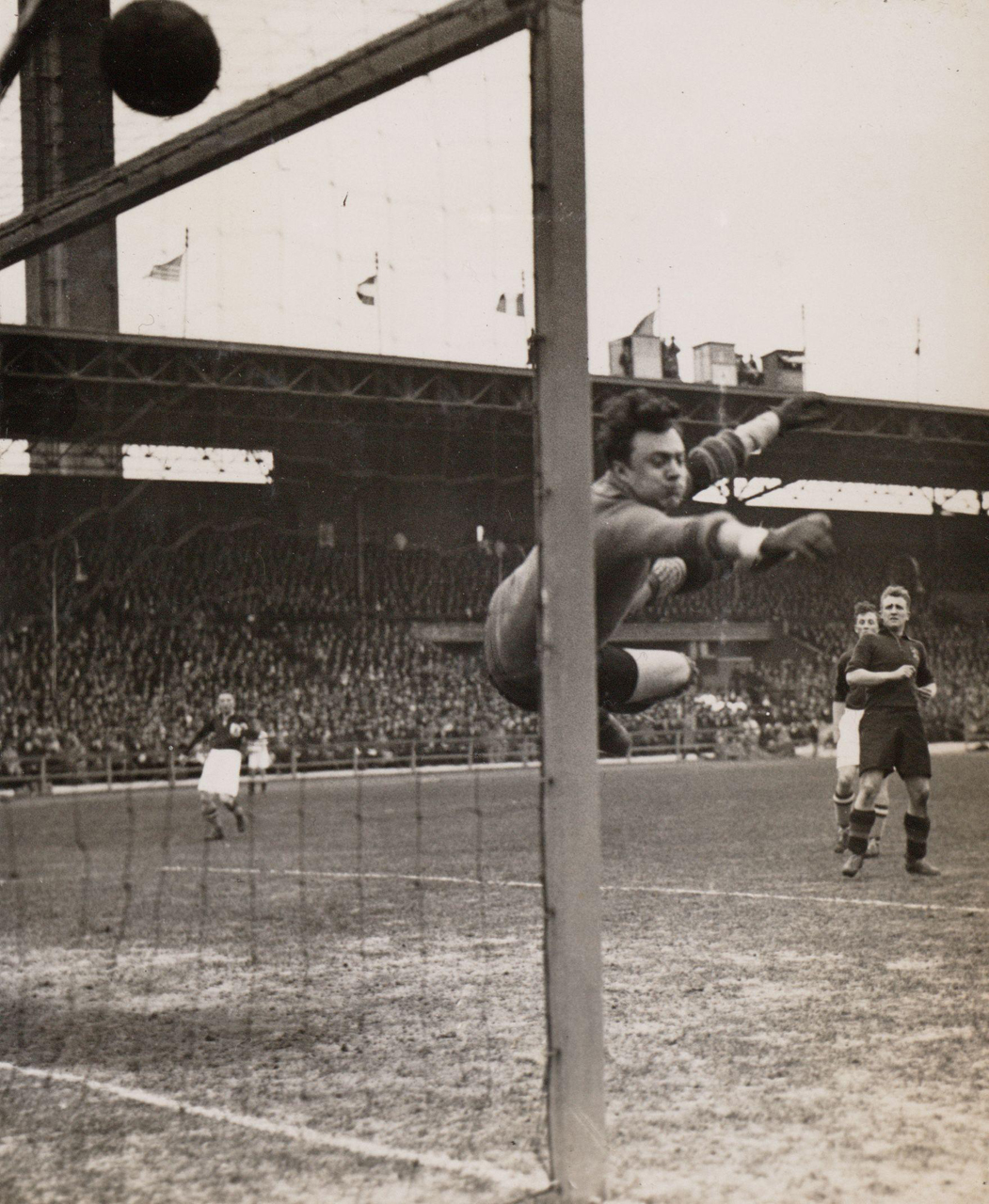
Le gardien de but belge, André Vandeweyer, encaisse l'un des neuf buts que les Oranje empileront aux Diables Rouges, le 11 mars 1934 à Amsterdam.

Une nouvelle édition de la Coupe du monde était organisée cette année-là, cette fois en Europe et plus précisément en Italie. L'intérêt était dès lors nettement plus important que pour le très long déplacement uruguayen et il y avait cette fois beaucoup plus de candidats, tant et si bien qu'il fut nécessaire d'organiser des éliminatoires. La Belgique fut versée dans un groupe à trois participants, dont deux qualifiés, en compagnie des Pays-Bas et de l'Irlande.
Au vu des résultats de l'année précédente et d'une première défaite à domicile face aux Bleus (2-3) en janvier, les Diables Rouges n'entamèrent pas ces qualifications sous les meilleurs auspices. Ils ne purent d'ailleurs pas ramener mieux qu'un partage (4-4) de leur déplacement à Dublin,. Comble de malchance, Stanley Van Den Eynde allait lors de cette partie être victime d'une fracture de la jambe, une blessure qui allait le tenir éloigné des terrains pendant trois ans. En l'honneur du roi Albert 1er, roi des Belges, décédé le 17 février à Marche-les-Dames, une minute de silence fut respectée avant le début de cette rencontre et les joueurs belges portèrent un brassard en crêpe noir en signe de deuil. C'était la première fois aussi que l'équipe belge était accompagnée officiellement par quelques supporters, en effet le tout premier club de supporters, appelé le Belgian supporters club, avait vu le jour le 4 octobre 1933, à l'initiative d'Adrien Milecamp, qui avait assuré le commentaire du premier match radiodiffusé dans le royaume (Belgique-Angleterre du 11 mai 1927), et de Marcel Fluche, ancien président du Daring.
Quinze jours plus tard, le Belges rendent visite à leurs voisins du Nord et se font littéralement étriller à Amsterdam (9-3), avec des doublés de Beb Bakhuys et Kick Smit ainsi qu'un quintuplé (!) de Leen Vente.
Le match retour au Bosuil, et seconde rencontre de qualification pour la Coupe du monde, s'acheva sur une nouvelle défaite (2-4) six semaines plus tard, avec à nouveau un doublé de Beb Bakhuys, ce qui n'empêcha pas la Belgique de se qualifier tout de même, à la différence de buts il est vrai, car les Irlandais avaient également été défaits (5-2) par les Oranje.
Les internationaux belges allaient donc participer à leur seconde Coupe du monde consécutive où le sort leur avaient désigné l'ogre allemand comme adversaire. C'est sans aucune préparation, contrairement aux précédentes compétitions d'envergure auxquelles ils avaient pris part et en vue desquelles les matchs amicaux avaient été multipliés, et sans grande motivation il faut bien le dire, que la Belgique se rendit en Italie. Alors que la plupart des autres nations avaient déjà largement entamé leur entraînement, les internationaux belges rallièrent Florence en ordre dispersé : les joueurs de l'Union Saint-Gilloise qui formaient l'ossature de l'équipe, c'était l'époque de la fameuse Union 60, étaient en tournée en Algérie et rejoignaient l'Italie par leurs propres moyens tandis qu'Auguste Hellemans, retenu par ses occupations professionnelles, n'allait arriver que le jour du match ! La veille de la rencontre, les joueurs consacrèrent la journée à la visite de la ville ainsi qu'à une excursion dans les environs de Florence et, le matin même du match, ils furent reçus officiellement au Palazzo Vecchio par le vice-podestat Gomez avant de prendre le chemin du stade Giovanni Berta. C'est donc sans surprise, et bien qu'ils menaient au score (1-2) à la mi-temps, que les Diables Rouges s'inclinèrent (5-2) et purent faire leurs valises pour rentrer au pays, sans gloire aucune.
Il n'allait plus y avoir d'autres rencontres cette saison-là, ce qui fut peut-être une bonne chose au vu d'un bilan qui allait également avoir raison de la tête d'Hector Goetinck.

## Les matchs
| Match amical                                                     | Belgique                           | 2 - 3   | France                                   | Stade du Centenaire Laeken, Belgique                   |                                                        |
| 21 janvier 1934 · 14:15 heure locale · Historique des rencontres | Voorhoof 8e · S. Van Den Eynde 11e | (2 – 2) | Nicolas 3e · Veinante 37e · Libérati 54e | Spectateurs : 35 826 Arbitrage : Walter Lewington (hu) | Spectateurs : 35 826 Arbitrage : Walter Lewington (hu) |
| 21 janvier 1934 · 14:15 heure locale · Historique des rencontres | Rapport                            |         |                                          | Spectateurs : 35 826 Arbitrage : Walter Lewington (hu) | Spectateurs : 35 826 Arbitrage : Walter Lewington (hu) |

| Coupe du monde 1934 Qualifications - Groupe 7                    | État libre d'Irlande  | 4 - 4   | Belgique                                                     | Dalymount Park Dublin, Irlande                |                                               |
| 25 février 1934 · 15:30 heure locale · Historique des rencontres | Moore 27e 48e 59e 75e | (1 – 2) | Capelle 15e · S. Van Den Eynde 25e · F. Vanden Eynde 47e 60e | Spectateurs : 35 000 Arbitrage : Thomas Crewe | Spectateurs : 35 000 Arbitrage : Thomas Crewe |
| 25 février 1934 · 15:30 heure locale · Historique des rencontres | Rapport               |         |                                                              | Spectateurs : 35 000 Arbitrage : Thomas Crewe | Spectateurs : 35 000 Arbitrage : Thomas Crewe |

Note : Une minute de silence fut respectée avant le début de la rencontre en l'honneur du roi Albert 1er, roi des Belges, décédé le 17 février 1934 à Marche-les-Dames.
| Match amical                                                  | Pays-Bas                                                   | 9 - 3   | Belgique                                 | Stade olympique Amsterdam, Pays-Bas           |                                               |
| 11 mars 1934 · 14:30 heure locale · Historique des rencontres | Bakhuys 15e 69e · Smit 17e 36e · Vente 21e 63e 67e 69e 82e | (4 – 1) | Voorhoof 1re · Brichaut 51e · Versyp 74e | Spectateurs : 32 000 Arbitrage : Peco Bauwens | Spectateurs : 32 000 Arbitrage : Peco Bauwens |
| 11 mars 1934 · 14:30 heure locale · Historique des rencontres | Rapport                                                    |         |                                          | Spectateurs : 32 000 Arbitrage : Peco Bauwens | Spectateurs : 32 000 Arbitrage : Peco Bauwens |

| Coupe du monde 1934 Qualifications - Groupe 7                  | Belgique                       | 2 - 4   | Pays-Bas                               | Bosuilstadion Deurne, Belgique                |                                               |
| 29 avril 1934 · 15:00 heure locale · Historique des rencontres | Grimmonprez 51e · Voorhoof 72e | (0 – 0) | Smit 59e · Bakhuys 62e 85e · Vente 64e | Spectateurs : 42 000 Arbitrage : Stanley Rous | Spectateurs : 42 000 Arbitrage : Stanley Rous |
| 29 avril 1934 · 15:00 heure locale · Historique des rencontres | Rapport                        |         |                                        | Spectateurs : 42 000 Arbitrage : Stanley Rous | Spectateurs : 42 000 Arbitrage : Stanley Rous |

| Coupe du monde 1934 Huitièmes de finale                      | Allemagne                                        | 5 - 2   | Belgique         | Stadio Giovanni Berta Florence, Italie           |                                                  |
| 27 mai 1934 · 16:00 heure locale · Historique des rencontres | Kobierski 25e · Siffling 49e · Conen 66e 70e 87e | (1 – 2) | Voorhoof 29e 43e | Spectateurs : 8 000 Arbitrage : Francesco Mattea | Spectateurs : 8 000 Arbitrage : Francesco Mattea |
| 27 mai 1934 · 16:00 heure locale · Historique des rencontres | Rapport                                          |         |                  | Spectateurs : 8 000 Arbitrage : Francesco Mattea | Spectateurs : 8 000 Arbitrage : Francesco Mattea |

## Les joueurs
| Joueurs               | Joueurs                  | Amical | QCM 1934 | Amical | QCM 1934 | CM 1934 |
| --------------------- | ------------------------ | ------ | -------- | ------ | -------- | ------- |
| Gardiens de but       |                          |        |          |        |          |         |
| Arnold Badjou         | Daring Club de Bruxelles | 90     |          |        |          | r       |
| André Vandeweyer      | Union Saint-Gilloise     |        | 90       | 90     | 90       | 90      |
| Défenseurs            |                          |        |          |        |          |         |
| Philibert Smellinckx  | Union Saint-Gilloise     | 90     | 90       | 90     | 90       | 90      |
| Albert Heremans       | Daring Club de Bruxelles | 90     |          |        |          | 90      |
| Jules Pappaert        | Union Saint-Gilloise     |        | 90       | 90     | 25e      | r       |
| Joseph Van Ingelgem   | Daring Club de Bruxelles |        | 90       | 90     |          | r       |
| Félix Welkenhuysen    | Union Saint-Gilloise     |        | 90       | 90     | 90       | 90      |
| Frans Van Dessel      | KM Lyra                  |        |          |        | 25e ,    |         |
| Constant Joacim       | R Berchem Sport          |        |          |        |          | 90      |
| Milieux               |                          |        |          |        |          |         |
| Frans Peeraer         | Royal Antwerp FC         | 90     |          |        | 90       | 90      |
| Auguste Hellemans     | RFC Malinois             | 90     |          |        |          | r       |
| Jean Claessens        | Union Saint-Gilloise     | 90     |          |        | 90       | 90      |
| Désiré Bourgeois      | RFC Malinois             |        | 90       | 90     |          | r       |
| Charles Simons        | Royal Antwerp FC         |        |          |        |          | r       |
| Victor Putmans        | Royale Union Hutoise FC  |        |          |        |          | r       |
| Attaquants            |                          |        |          |        |          |         |
| André Saeys           | RCS Brugeois             | 90     | 90       | 90     |          |         |
| Jean Brichaut         | Standard de Liège        | 90     | 90       | 90     |          | r       |
| Jean Capelle          | Standard de Liège        | 90     | 90       |        | 90       | 90      |
| Bernard Voorhoof      | K Liersche SK            | 90     |          | 90     | 90       | 90      |
| Stanley Van Den Eynde | R Beerschot AC           | 90     | 34e      |        |          |         |
| Louis Versyp          | RFC Brugeois             |        | 90       | 90     | 90       | r       |
| François Vanden Eynde | Union Saint-Gilloise     |        | 34e      | 90     |          |         |
| Laurent Grimmonprez   | Racing Club de Gand      |        |          |        | 90       | 90      |
| René Ledent           | Standard de Liège        |        |          |        | 90       | r       |
| François De Vries     | Royal Antwerp FC         |        |          |        |          | 90      |
| Robert Lamoot         | Daring Club de Bruxelles |        |          |        |          | r       |

Un « r » indique un joueur qui était parmi les remplaçants mais qui n'est pas monté au jeu.
1. 1 2 3 4 5 6 7 8 9 10 11 12 13  Dernière sélection officielle pour le joueur.
2. 1 2 3 4 5  Première sélection officielle pour le joueur.
3. ↑  Premier but officiel pour le joueur.

## Sources